# Burg Metternich
Burg Metternich is een kasteel in de plaats Beilstein aan de Moezel in de Duitse deelstaat Rijnland-Palts, dat deel uitmaakt van het district Cochem-Zell.

## Geschiedenis
In 1268 was het adellijke geslacht Von Braunshorn eigenaar van het kasteel, als leenheren van het aartsbisdom Keulen. Door Lisa von Braunshorn kwam het kasteel in bezit van de familie van haar echtgenoot, Kuno von Winnenberg. In 1371 kwam het kasteel onder het soeverein gezag van het keurvorstendom Palts. In 1637 werd de familie Von Metternich eigenaar van het kasteel. Het werd in 1689 door de Fransen verwoest. De laatste bekende eigenaar was de Oostenrijkse kanselier Metternich. Vervolgens wisselde het kasteel meerdere keren van eigenaar.